# Horitzó 2020
Horitzó 2020 és el major programa de recerca i innovació de la Unió Europea amb un pressupost de gairebé 80 € mil milions per al període 2014-2020. El seu principal objectiu és assegurar la competitivitat global d'Europa.
Horitzó 2020 compta amb el respatller polític dels líders europeus i els membres del Parlament Europeu. Coincidint amb el fet que la recerca és una inversió de futur, Horitzó 2020 està al centre del pla de la Unió Europea per al creixement i l'ocupació intel·ligent, sostenible i integradora.
Mitjançant l'ajuda financera coordinada de la recerca i la innovació, Horitzó 2020 recolza l'excel·lència científica, el lideratge industrial i les solucions als reptes socials.
| Seccions del programa |
| --- |
| Les principals àrees són: |
| Ciència Excel·lent - Consell Europeu de Recerca - Tecnologies futures i emergents - Accions Marie Sklodowska-Curie - Infraestructures de recerca europees, incloent les e-infraestructures |
| Lideratge Industrial - Lideratge a les tecnologies industrials - Tecnologies de la Informació i la Comunicació - Nanotecnologies, Materials Avançats, Fabricació i processament avançats, i Biotecnologia - Espai - L'accés al finançament de risc - La innovació en les PIME - Via Ràpida a la Innovació |
| Reptes socials - Salut, canvi demogràfic i benestar - La seguretat alimentària, l'agricultura i silvicultura sostenible. Recerca marina, marítima i d'aigües interiors. Economia ecològica - Energia segura, neta i eficient - Transport intel·ligent, verd i integrat - Acció pel clima, el medi ambient, l'eficiència dels recursos i matèries primeres - Societats inclusives, innovadores i reflexives - Europa en un món canviant - Societats segures - Protegir la llibertat i la seguretat d'Europa i els seus ciutadans |
| Difusió de l'excel·lència i l'ampliació de la participació |
| Ciència amb i per a la Societat |
| Institut europeu d'Innovació i Tecnologia (EIT) |
| Euratom |

## Beneficiaris
Els beneficiaris del programa poden ser en principi qualsevol tipus d'entitat: organismes públics, empreses privades, universitats, associacions, etc. Normalment són d'Estats membres de la Unió Europea, encara que també poden participar altres països.

## Convocatòries i oportunitats de participació en programes europeus
Les convocatòries d'Horitzó 2020 es publiquen periòdicament al Portal de Participant. Existeix una alta competència, amb una taxa mitjana d'èxit de l'11%.
Per participar en una convocatòria normalment calen tres socis de tres països de la Unió Europea. Per aquesta raó, existeixen oportunitats de participació que es publiquen en xarxes socials i xarxes de col·laboració europees, on els diversos tipus d'entitats publiquen les seves necessitats de socis, per a Horitzó 2020 o altres Programes Europeus similars dins del Marc financer plurianual de la Unió Europea 2014-2020.
Existeixen a més altres plataformes web que recopilen la informació dels diversos programes i cerques de socis, permetent filtrar sectorialment les oportunitats de participació.